# アメイエ＝シュル＝スル
アメイエ＝シュル＝スル（仏: Amayé-sur-Seulles）は、フランスのバス＝ノルマンディー地域圏、カルヴァドス県に属するコミューン。
紋章には3本の銀の波線の上下にキジムシロが3つ描かれている。他にキジムシロが描かれているコミューンについてはQuintefeuilleを参照。

## 地理
カーンから南西に28km、バイユーから南に23kmほどいったヴィレー＝ボカージュ西郊の田園地帯に位置する。付近にはソル川が流れる。住宅や施設が一点に集中するのではなく、小さな集落が集まって一つのコミューンを形成している。中心地のすぐ北には幹線道路のD71が東西に走る。北でアンクトヴィル、東でトラシー＝ボカージュ、南西でカアーニュのコミューンなどとそれぞれ接する。

## 行政
- 首長 - パスカル・コタール（Pascal Cotard、無所属、2001年3月から） 農夫
- 前首長 - シャルル・ギュイベール（Charles Guilbert、無所属、1983年から2001年3月まで） 農夫

## 人口の推移[2]
| 1962年 | 1968年 | 1975年 | 1982年 | 1990年 | 1999年 | 2006年 | 2007年 |
| ------ | ------ | ------ | ------ | ------ | ------ | ------ | ------ |
| 194    | 195    | 169    | 185    | 158    | 163    | 195    | 190    |

## 観光スポット
- 15世紀に建てられたセリジー＝ラ＝フォーレ修道院附属の教会
- 18世紀に築かれたボス城

## 姉妹都市
- メムブリス（ドイツ）